# 霍姆纳乌帕齐拉
霍姆纳乌帕齐拉是孟加拉国吉大港专区库米拉县的乌帕齐拉。1918年成立，原行政區單位為「塔纳」（থানা）。

## 地理
霍姆纳位於北緯23.6833度，東經90.7917度。住戶計36,814戶；區域面積180.13平方公里。梅克納河、提斯塔河的支流Sativanga河流經此地區。

## 人口統計
根據2011年孟加拉國人口普查，霍姆纳人口有211,563人，其中高於十八歲者有99,699人。男性佔總人口之50.21%；女性佔總人口之49.79%。霍姆纳之平均識字率為21.9%（只計算7歲以上之居民）。